# Wolfgang Holz
Wolfgang Holz (* 24. August 1936 in Chemnitz; † 12. Juni 2009 in Berlin) war ein deutscher Schauspieler.

## Leben
Nach seiner Schauspielausbildung von 1956 bis 1959 an der Theaterhochschule in Leipzig erhielt Wolfgang Holz ein Engagement am Nationaltheater Weimar, wo er in Bertolt Brechts Theaterstück Mutter Courage auftrat. In Weimar, wo er von 1959 bis 1970 spielte, wurde er von Helene Weigel entdeckt, die ihn daraufhin nach Berlin an das Berliner Ensemble holte.
Wolfgang Holz war von 1970 bis 2001 festes Ensemblemitglied und blieb dem Ensemble auch nach seiner Pensionierung weiterhin als Gast verbunden. So spielte er u. a. noch als Partner von Martin Wuttke, Michael Gwisdek und Heinz Dieter Knaup in Heiner Müllers legendärer Inszenierung des Brecht-Stückes Der aufhaltsame Aufstieg des Arturo Ui. Außerdem war er zuletzt noch in Marat/Sade von Peter Weiss zu sehen.
Mit Ekkehard Schall, dem Schwiegersohn Bertolt Brechts, erarbeitete Holz u. a. eine Hörspielfassung des Theaterstücks Leben des Galilei.
Bekannt wurde Holz auch als Mitorganisator und Anmelder der großen Künstlerdemonstration am 4. November 1989 für mehr Demokratie in Berlin. Auf der Veranstaltung sprachen unter anderen Heiner Müller, Ulrich Mühe, Stefan Heym und Christa Wolf vor mehr als 500.000 Menschen.
Holz starb nach kurzer, schwerer Krankheit in Berlin.

## Theater
- 1965: Friedrich Schiller: Wallenstein (Max) – Regie:Fritz Bennewitz (Deutsches Nationaltheater und Staatskapelle Weimar)
- 1972: Peter Hacks Omphale – Regie: Ruth Berghaus (Berliner Ensemble)
- 1974: Bertolt Brecht nach Christopher Marlowe: Leben Eduards des Zweiten von England (Gaveston) – Regie: Ekkehard Schall/Barbara Berg (Berliner Ensemble)
- 1978: Bertolt Brecht: Mutter Courage und ihre Kinder (Einäugiger) – Regie: Peter Kupke (Berliner Ensemble)
- 1982: Hanns-Eisler Hearing (Rankin) – Regie: Christoph Brück/Wolf Bunge (Berliner Ensemble – Probebühne)

## Filmografie
- 1969: Zeit zu leben
- 1974: Der aufhaltsame Aufstieg des Arturo Ui (Theateraufzeichnung)
- 1977: Dantons Tod (Studioaufzeichnung)
- 1978: Der Meisterdieb
- 1989: Großer Frieden (Theateraufzeichnung)